# Швицский диалект
Швицский диалект (нем. Schwyzdeutsch) — диалект немецкого языка, распространённый в швейцарском кантоне Швиц, исключая округ Хёфе. Принадлежит к горной (южной) группе алеманнских диалектов Швейцарии. Обнаруживает сильное сходство с другими диалектами региона, располагая крупным пластом собственных диалектизмов в лексике.